# Strada principale 22
La strada principale 22 è una delle strade principali della Svizzera.

## Percorso
La strada n. 22 è definita dai seguenti capisaldi d'itinerario: "Murten - Lyss - Büren an der Aare - Soletta - Wiedlisbach - Herzogenbuchsee".